# El Sobrante (Riverside County)
El Sobrante ist ein Census-designated place im Riverside County im US-Bundesstaat Kalifornien. Das U.S. Census Bureau hat bei der Volkszählung 2020 eine Einwohnerzahl von 14.039 ermittelt.

## Geografie
El Sobrante liegt im Westen des Riverside Countys in Kalifornien. Andere Orte im näheren Umkreis sind im Osten Woodcrest, im Westen Home Gardens und El Cerrito sowie im Norden die Großstadt Riverside. Südlich liegt der Stausee Lake Mathews.
Mit 12.723 Einwohnern (Stand der Volkszählung 2010) und einer Fläche von ungefähr 7,2 km², die sich vollständig aus Land zusammensetzt, beträgt die Bevölkerungsdichte 1764,4 Einwohner pro Quadratkilometer. Das Ortszentrum liegt auf einer Höhe von 391 Metern.

## Politik
El Sobrante ist Teil des 28. Distrikts im Senat von Kalifornien, der momentan vom Demokraten Ted W. Lieu vertreten wird. In der California State Assembly ist der Ort dem 67. Distrikt zugeordnet und wird somit von der Republikanerin Melissa Melendez vertreten. Auf Bundesebene gehört El Sobrante Kaliforniens 42. Kongresswahlbezirk an, der einen Cook Partisan Voting Index von R+10 hat und vom Republikaner Ken Calvert vertreten wird.